# I casi di Rosie O'Neill
I casi di Rosie O'Neill (The Trials of Rosie O'Neill) è una serie televisiva statunitense in 33 episodi trasmessi per la prima volta nel corso di 2 stagioni dal 1990 al 1992.

## Trama
Beverly Hills. Fiona Rosie O'Neill è una donna quarantatreenne  che lavora come avvocato difensore d'ufficio della città di Los Angeles. Ogni episodio si apre con Rosie a colloquio con il suo terapeuta, il cui volto non si vede mai. Rosie è divorziata (una separazione da lei non voluta), dopo che il marito aveva avuto una relazione.
La seconda stagione vede due aggiunte al cast: Ed Asner nel ruolo dell'irascibile Kovac, un poliziotto in pensione assunto dallo studio legale di Rosie come investigatore, e David Rasche nel ruolo ricorrente di Patrick Ginty, l'ex-marito di Rosie che era stato spesso citato nel corso della prima stagione me che non si era mai visto.

## Personaggi
- Rosie O'Neill (stagioni 1-2), interpretata da	Sharon Gless (vinse un Golden Globe nel 1991 per il ruolo).
- Ben Meyer (stagioni 1-2), interpretato da	Ron Rifkin.
- Kim Ginty (stagioni 1-2), interpretata da	Lisa Rieffel.
- Hank Mitchell (stagioni 1-2), interpretato da	Dorian Harewood.
- Charlotte O'Neill (stagioni 1-2), interpretato da	Georgann Johnson.
- Doreen Morrison (stagioni 1-2), interpretata da	Lisa Banes.
- Carole Kravitz (stagioni 1-2), interpretata da	Elaine Kagan.
- Barbara Navis (stagioni 1-2), interpretata da	Bridget Gless.
- Udell Correy III (stagioni 1-2), interpretato da	Geoffrey Lower.
- George Shaughnessy (stagione 1), interpretato da	Al Pugliese.
- Valerie Whittaker (stagioni 1-2), interpretata da	Dayna Winston.
- Walter Kovacs (stagione 2), interpretato da	Edward Asner.
- Sheila Crane (stagione 2), interpretata da	Karen Austin.
- Mason Pappas (stagione 2), interpretato da	Victor Bevine.
- Charlie Kovacs (stagione 2), interpretato da	Michael Gio Ferrigno.

## Produzione
La serie fu prodotta da MTM Enterprises e The Rosenzweig Company e girata nella Big Bear Valley e a Los Angeles in California. La canzone del tema della serie, dal titolo I Wish I Knew, fu scritta da Carole King e interpretata da Melissa Manchester. Carole King compare in un episodio della prima stagione.

### Registi
Tra i registi della serie sono accreditati:
- Sharron Miller (stagioni 1-2)
- Reza Badiyi (stagione 1)
- Nancy Malone (stagioni 1-2)
- Joel Rosenzweig (stagione 1)

## Distribuzione
La serie fu trasmessa negli Stati Uniti dal 1990 al 1992 sulla rete televisiva CBS. 
In Italia è stata trasmessa con il titolo I casi di Rosie O'Neill su Rete 4.
Alcune delle uscite internazionali sono state:
- negli Stati Uniti il 17 settembre 1990 	 (The Trials of Rosie O'Neill)
- in Germania Ovest (Die Fälle der Rosie O'Neill)
- in Italia (I casi di Rosie O'Neill)
- in Spagna (Los casos de Rosie O'Neill)
- in Portogallo (Os Julgamentos de Rosie O'Neill)

## Episodi
| Stagione         | Episodi | Prima TV USA |
| ---------------- | ------- | ------------ |
| Prima stagione   | 18      | 1990-1991    |
| Seconda stagione | 16      | 1991-1992    |